# Bandera de Pinell de Solsonès
La bandera oficial de Pinell de Solsonès té la següent descripció:
Bandera apaïsada, de proporcions dos d'alt per tres de llarg, verd fosc, amb les tres pinyes grogues de l'escut, amb la tija a dalt, cadascuna d'alçària 2/7 de la del drap i amplària 1/7 de la llargària del mateix drap, dues a dalt, separades per un espai de 2/21 de la mateixa llargària, i una a baix, separada de les de dalt per un espai d'1/7 de l'alçària del drap, tot el conjunt al centre.
Va ser aprovada el 17 de novembre de 2011 i publicada en el DOGC el 5 de desembre del mateix any dins el número 6019.